# Lizoáin (lugar)
Lizoáin (en euskera y oficialmente: Lizoain) es un lugar español del municipio de Lizoáin-Arriasgoiti, perteneciente a la Comunidad Foral de Navarra.

## Topónimo
Lizoáin pertenece a la serie de topónimos vasco-navarros que tienen una terminación en -ain. Julio Caro Baroja defendía que la mayor parte de estos topónimos derivaban de un antropónimo unido al sufijo latino -anum. En muchas regiones del antiguo Imperio romano, el sufijo acusativo -anum unido a un nombre personal formaba el nombre de las posesiones rústicas denominadas fundus. Este nombre solía ser el del propietario original del fundus, ya que luego si cambiaba de poseedor el nombre del fundus solía mantenerse invariable. Siguiendo esta hipótesis las poblaciones vasco-navarras con sufijo -ain o -ano remontarían su origen a asentamientos rurales de la Época Romana, o a asentamientos de la Antigüedad Tardía y la Edad Media, que hubiesen mantenido esa manera de nombrar las propiedades.
En el caso de Lizoáin, Caro Baroja pasó por alto este municipio y valle en su listado de localidades navarras con sufijo -ain. Sin embargo lo dicho para la localidad casi homónima de Linzoáin puede valer también para este caso. Con muchas dudas Caro Baroja sugería que el antropónimo Linteus se encontraba detrás del topónimo Linzoáin. Generalmente estos topónimos con terminación -ain hacen mención a localidades que históricamente han sido modestas aldeas (aunque algunas de ellas como Ansoáin o Barañáin han crecido en los últimos años). El nombre originalmente se circunscribía al pueblo, dando después nombre al valle del que es capital, al igual que otros valles navarros como Aibar, Gulina o Roncal. A este respecto, en euskera se hace la distinción entre Lizoain (pueblo) y Lizoainibar (valle).
Hasta 2015, el nombre oficial era Lizoáin, en castellano. Desde entonces pasó a ser únicamente Lizoain, en euskera, a diferencia del resto de pueblos del valle, que adoptaron una denominación bilingüe.

## Historia
Lizoáin fue capital del valle histórico del mismo nombre; se situaba en el curso medio del río Erro, con el valle de Arriasgoiti al sur.
Hacia mediados del siglo XIX, el lugar, ya por entonces perteneciente al municipio de su nombre, tenía contabilizada una población de 82 habitantes. Aparece descrito en el décimo volumen del Diccionario geográfico-estadístico-histórico de España y sus posesiones de Ultramar de Pascual Madoz con las siguientes palabras:

LIZOAIN: l. del valle y ayunt. de su nombre en la prov. y c. g. de Navarra, aud. terr. y dióc. de Pamplona (3 leg.), part. jud. de Aoiz (1 1/2). sit. en llano y en el centro del valle, sobre la márgen derecha del r. Erro; disfruta de clima templado: tiene 21 casas de construccion ordinaria de mampostería, escuela concurrida por unos 24 alumnos de ambos sexos y dotada con 1,000 rs. que se pagan en trigo; igl. parr. (San Miguel), de entrada servida por un abad de provision de los vec., cementerio contiguo á la igl., y 2 ermitas dedicadas á Ntra. Sra. de Monserrate y á San Bernabé. El térm. se estiende 1/2 leg. de N. á S. y lo mismo de E. á O., y confina N. Redin; E. Beortegui; S. Urroz, y O. Uroz. El terreno es secano y fértil, le atraviesa el susodicho rio que tiene un puente: hay monte robledal, algunos sotos y canteras de piedra caliza, sin que falten prados con escelentes pastos. caminos: de travesia y en mal estado. El correo se recibe de Urroz. prod.: trigo, maiz, patatas, yeros, avena, cebada y legumbres: cría ganado vacuno, lanar y caballar: caza de codornices, perdices y liebres, pesca de madrillas y truchas. ind.: un molino harinero. pobl.: 21 vec., 106 almas. riqueza con el valle. (V.)
(Madoz, 1849, p. 277)

En 2023, la entidad singular de población tenía empadronados 63 habitantes y el núcleo de población, también 63.

## Patrimonio

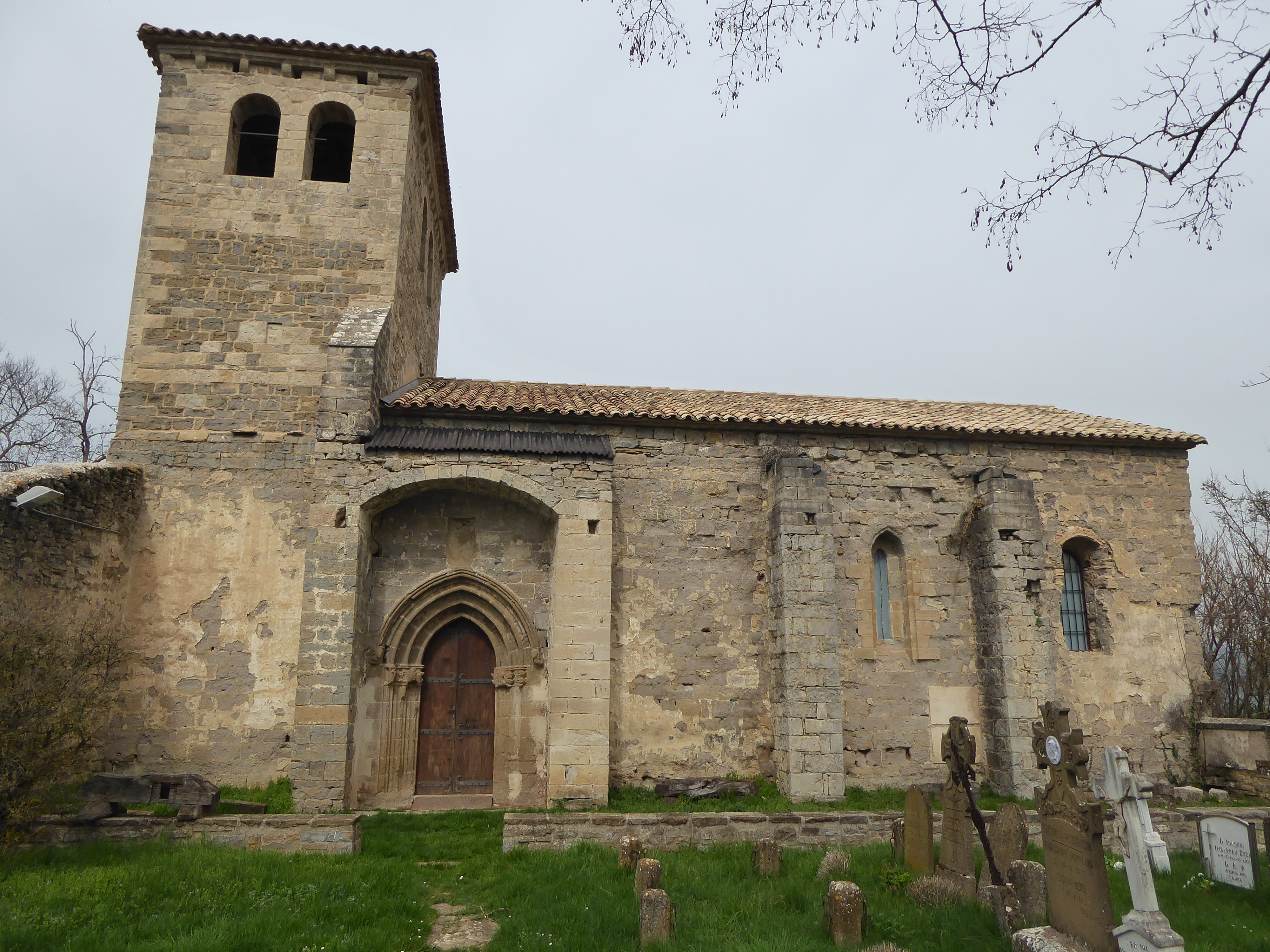
La iglesia de San Miguel

Hay en el lugar una iglesia de San Miguel.